# Winkelbach (Schlittenbach)
Der Winkelbach ist ein etwa einen Kilometer langer Bach am Ostrand des Nordschwarzwaldes auf der Gemarkung des Stadtteils Stammheim von  Calw im Landkreis Calw in Baden-Württemberg, der im Siedlungsbereich des Dorfes von links in den Schlittenbach mündet.

## Verlauf
Der Winkelbach entspringt im dortigen Teilgebiet des Naturschutzgebietes Würm-Heckengäu im Gewann Kehlen in einer mit Hecken und Bäumen durchsetzten, abfallenden Wiesenmulde. Er verläuft von seiner Quelle auf etwa 510 m ü. NHN an bis zur Mündung in etwa nordwärts und wird dabei rechtsseits dicht von der K 4303 begleitet. Im Schutzgebiet und danach hat er Zufluss von wenigen anderen nahen Quellen. Nachdem er in die Siedlungskontur Stammheims eingetreten ist, läuft er verdolt. Nach 1,1 km mündet er im nördlichen Teil des Sportgeländes von Stammheim von links und Süden in den dort ebenfalls unterirdisch fließenden Schlittenbach.